# Cerkiew Narodzenia Najświętszej Maryi Panny w Prusiu
Cerkiew pw. Narodzenia Najświętszej Maryi Panny w Prusiu – drewniana cerkiew greckokatolicka pw. Narodzenia NMP z 1887 znajdująca się w Prusiu.
Po 1947 przejęta i użytkowana przez kościół rzymskokatolicki. Od 1993 odprawiane są także nabożeństwa greckokatolickie.

## Historia obiektu
Cerkiew została wybudowana w 1887 roku i konsekrowana rok później. Po 1947 cerkiew wykorzystywana jest jako kościół filialny parafii rzymskokatolickiej w Werchracie. Remontowana na początku lat 80. oraz w 2001.

## Architektura i wyposażenie
Cerkiew ma konstrukcję zrębową i zbudowana jest na planie czterech kwadratów. Największy z nich to nawa, mniejsze to prezbiterium i babiniec. Wszystkie części mają jednakową wysokość i dwuspadowe dachy kryte blachą, z kalenicą na jednym poziomie. Nad nawą umieszczono potężny, ośmioboczny bęben zwieńczony kopułką i żelaznym krzyżem. Podobne krzyże znajdują się nad prezbiterium i babińcem. Prezbiterium zamknięte jest ścianą prostą. Przed babińcem mały przedsionek (czwarty kwadrat), kryty również dwuspadowym dachem. Ściany cerkwi w dolnej części osłonięte są szerokim okapem, przypominającym soboty. Okap nie obejmuje przedsionka. Ściany powyżej okapu i całość ścian przedsionka oszalowano pionowym deskowaniem. 
Wewnątrz zachowała się część dawnego wyposażenia, m.in. ikonostas. Niektóre ikony zostały wyjęte z ikonostasu i rozwieszone na ścianach świątyni. 

## Galeria

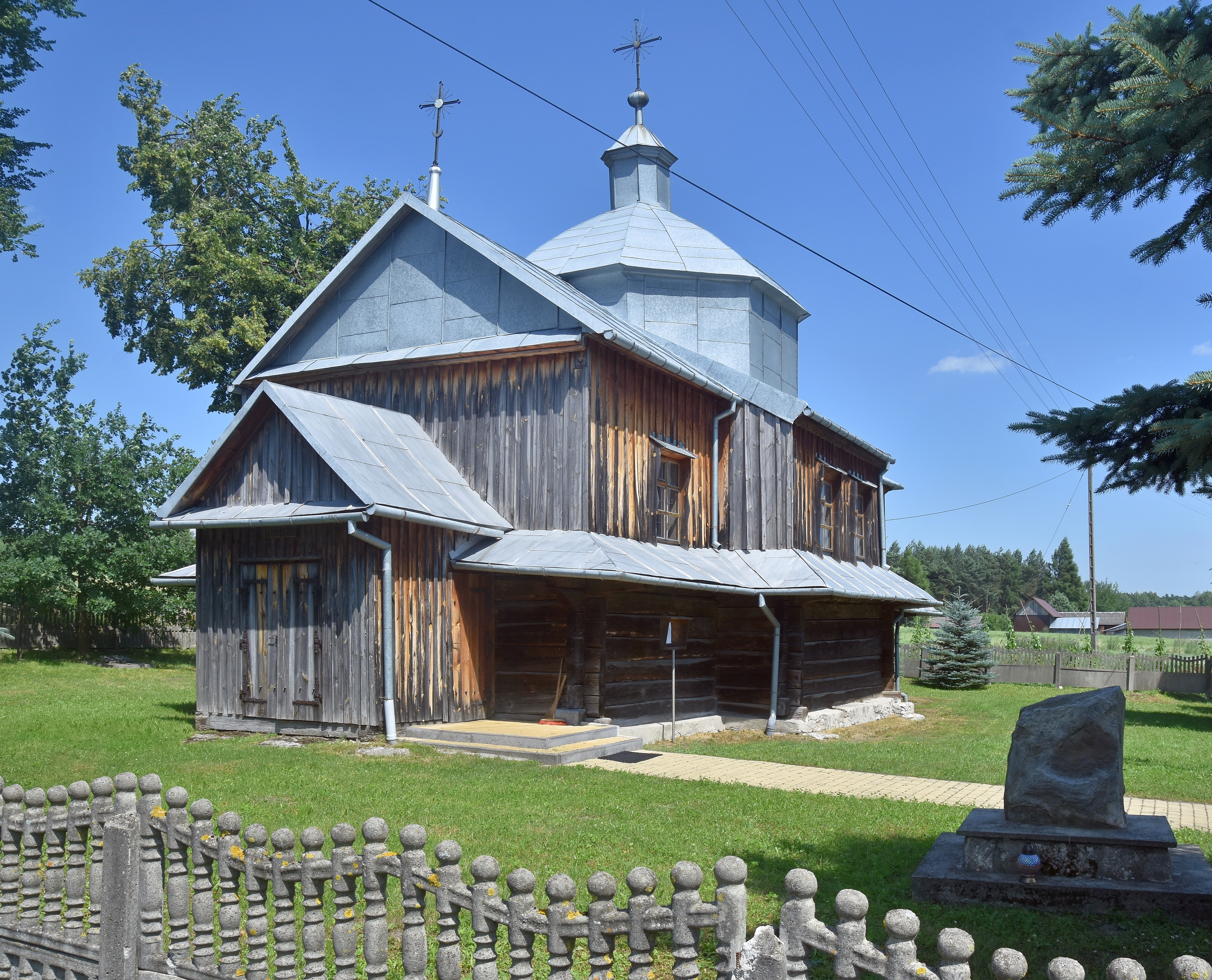
Elewacja poł.-zach.
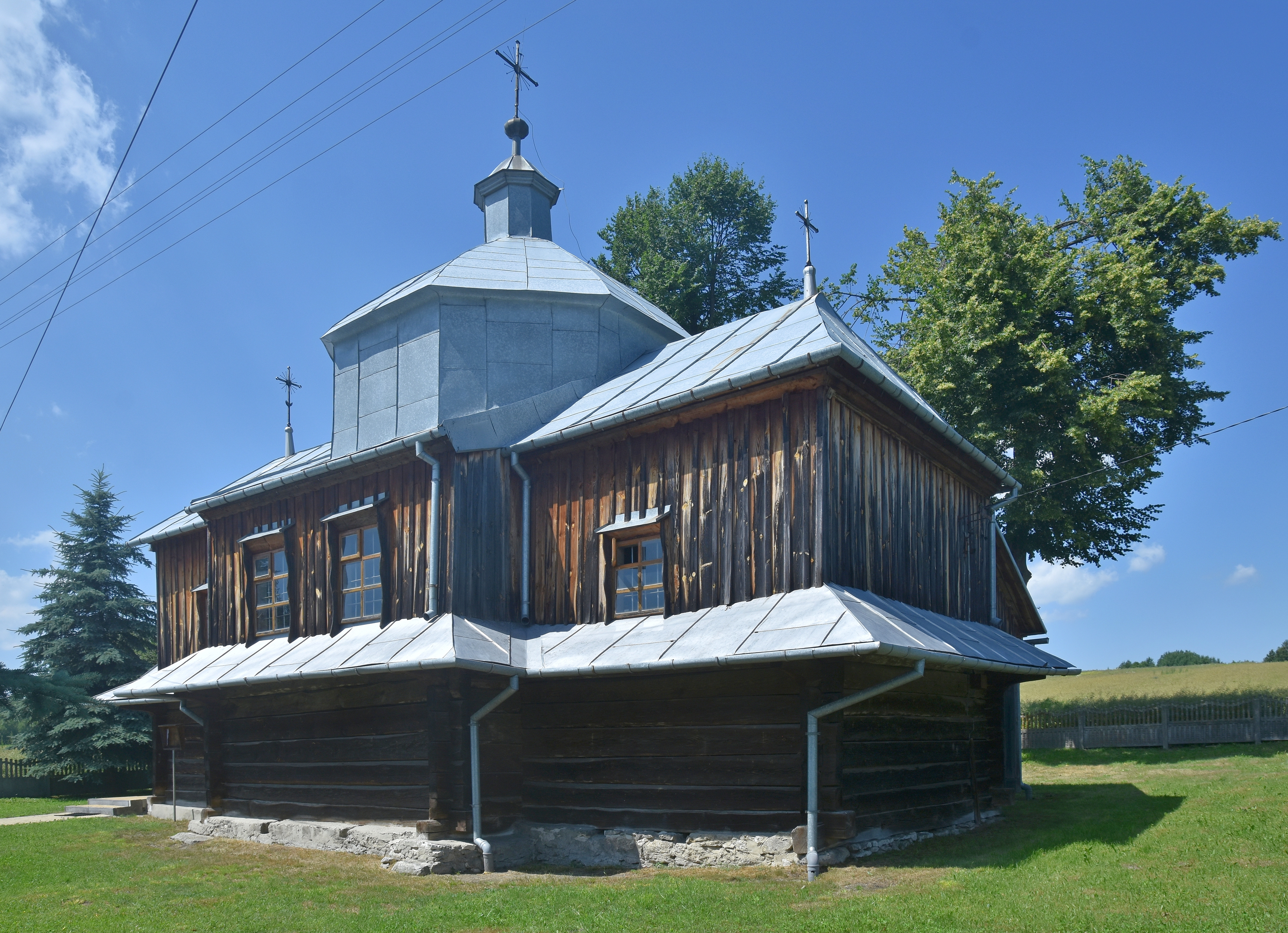
Elewacja poł.-wsch.
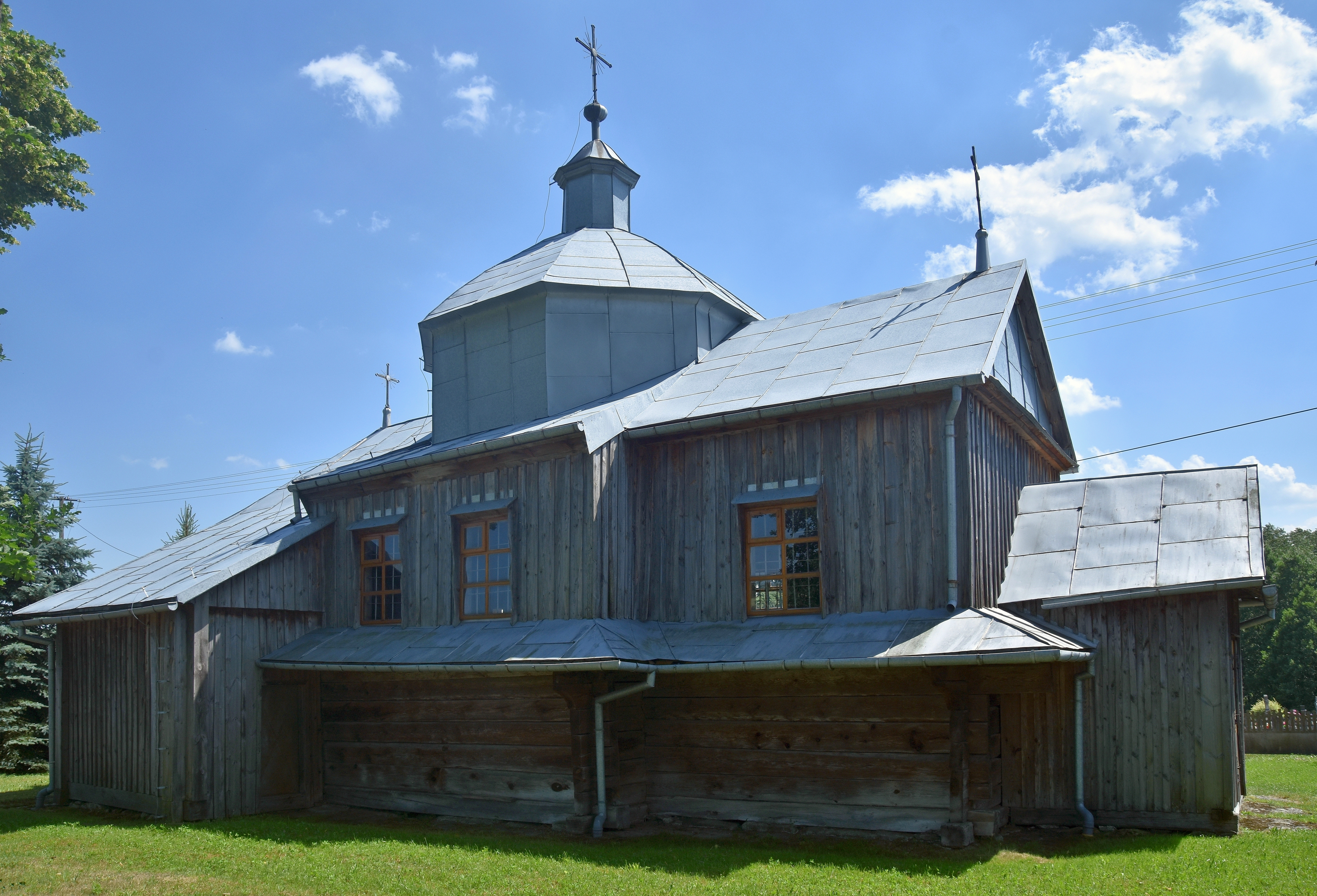
Elewacja północna
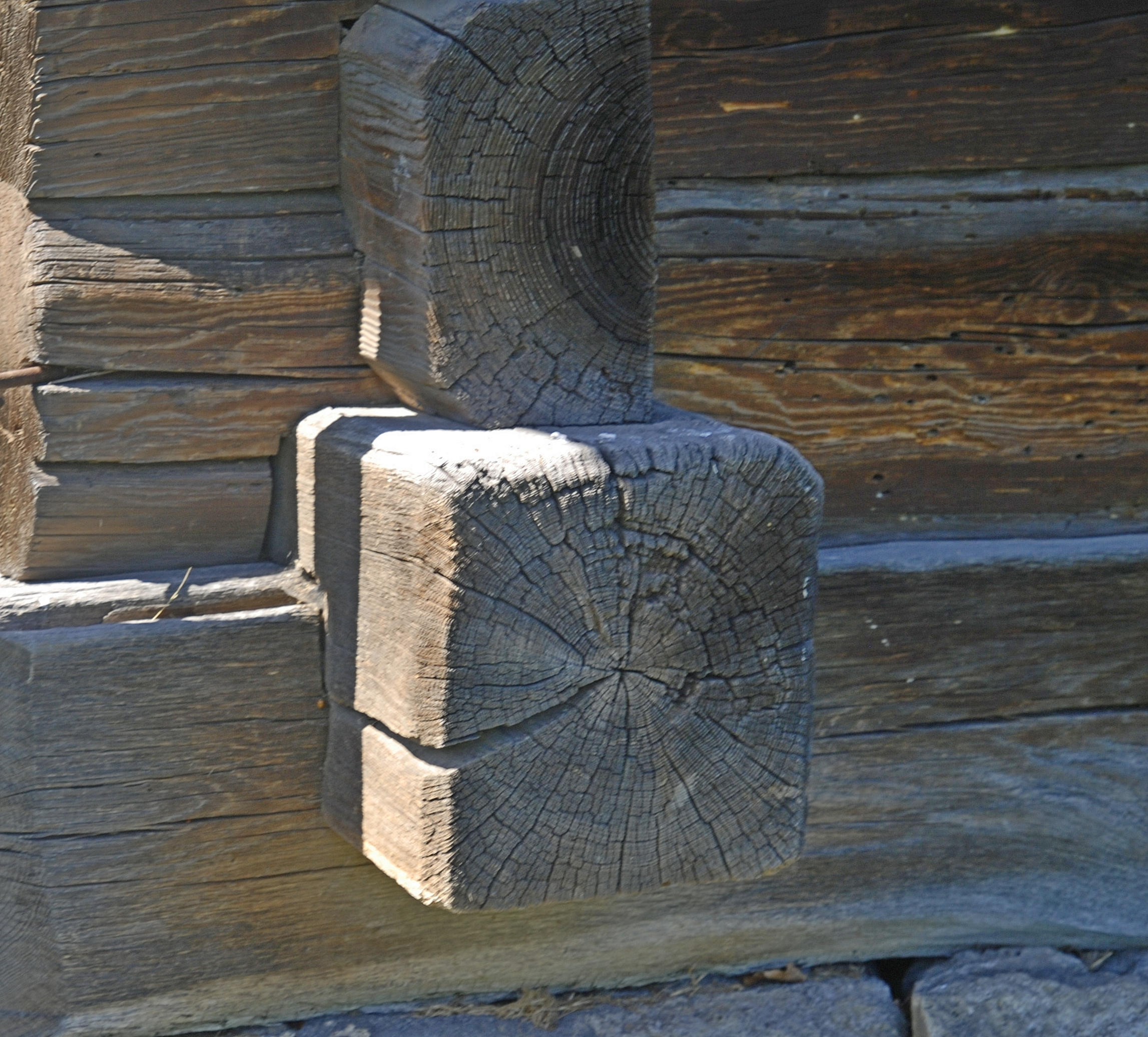
Konstrukcja
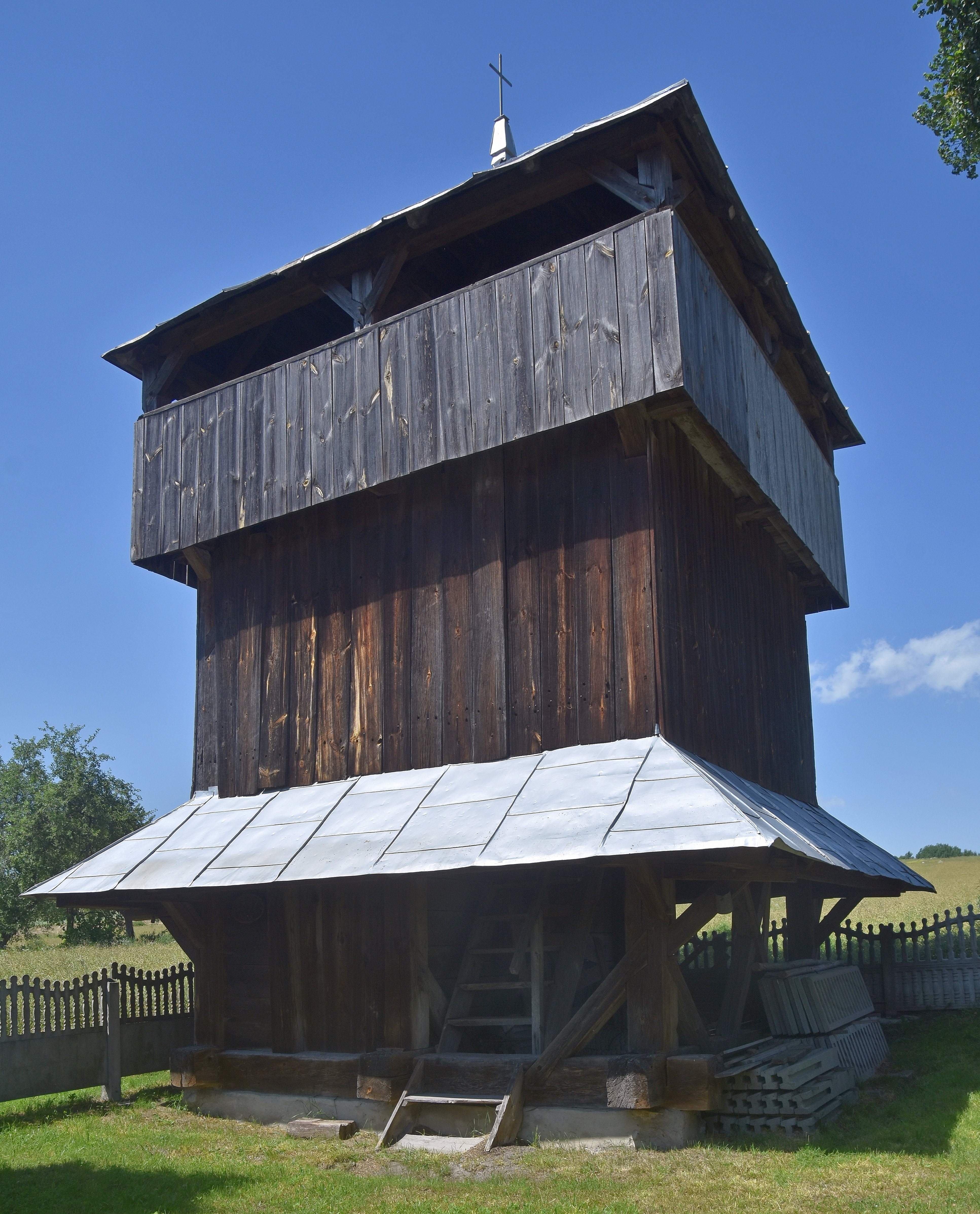
Dzwonnica
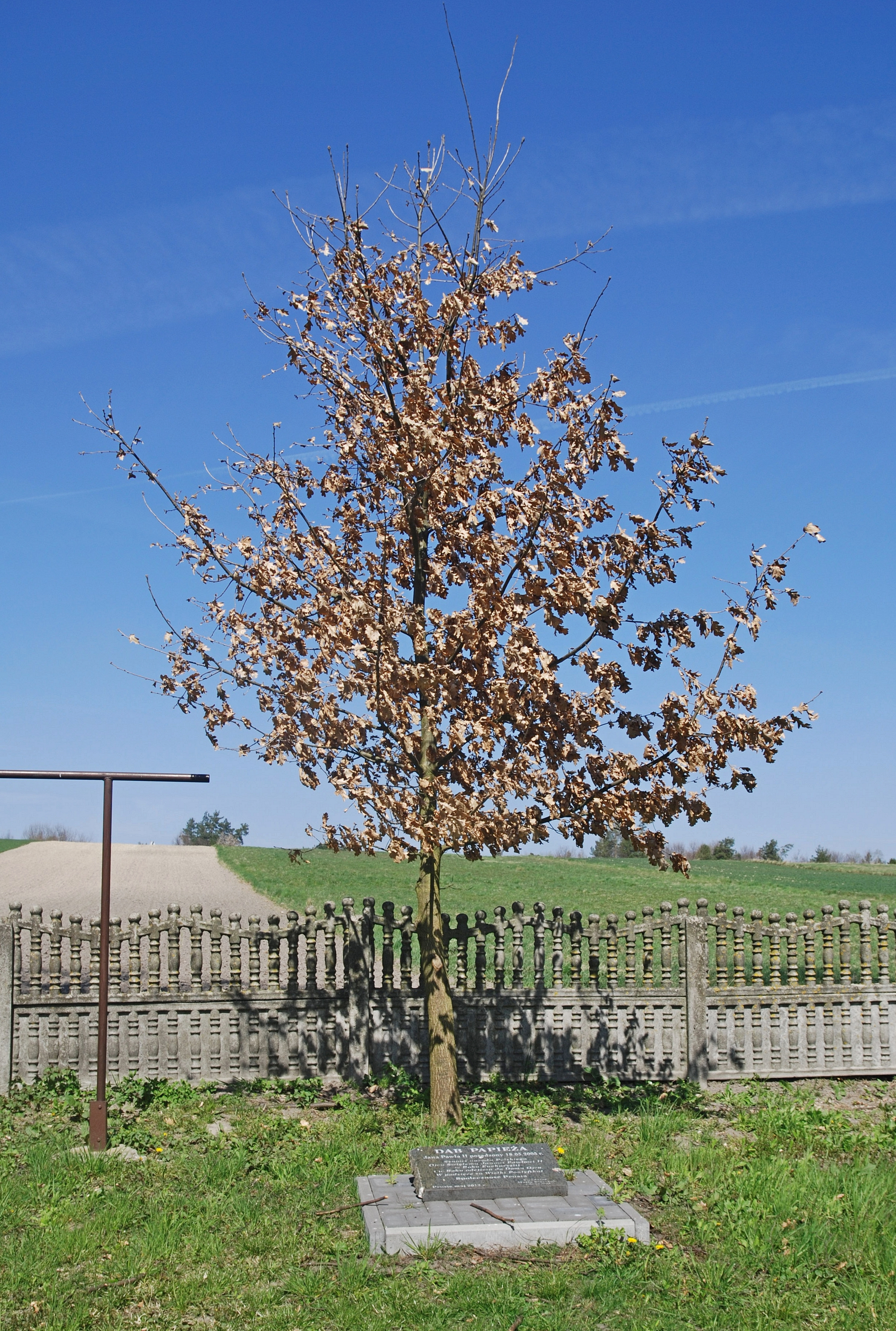
Dąb na cześć Jana Pawła II z 2005

## Otoczenie świątyni
Obok cerkwi wolno stojąca drewniana dzwonnica, z pseudoizbicą, kryta dachem namiotowym. Ściany dzwonnicy pochyłe, z pionowym deskowaniem, w dolnej części osłonięte okapem. Remontowana w 1987. Po drugiej stronie drogi cmentarz, na którym zachowały się nagrobki bruśnieńskie. Bruśnieński krzyż z 1868 roku stoi także na wschodnim skraju wsi, przy drodze w pobliżu torów kolejowych. Krzyż był złamany i został umocniony żelaznymi klamrami.